# Sveriges Television
Sveriges Television AB (SVT,  Pronunție (ajutor·info), Televiziunea Suediei) este compania publică de televiziune din Suedia. SVT este finanțată numai dintr-o taxă de licență TV plătită de toți proprietarii de televizoare, calculatoare și telefoane mobile și stabilită de Riksdag (Parlamentul Suediei). Sistemul audiovizual public din Suedia este în mare măsură modelat după cel utilizat în Regatul Unit, iar Sveriges Television are multe trăsături comune cu BBC. 
SVT este o societate pe acțiuni (Aktiebolag în suedeză) care poate fi descrisă ca o organizație neguvernamentală semi-autonomă. Împreună cu ceilalți doi operatori publici de radiodifuziune, Sveriges Radio și Sveriges Utbildningsradio, aceasta este deținută de o fundație independentă, Förvaltningsstiftelsen för Sveriges Radio AB, Sveriges Television AB och Sveriges Utbildningsradio AB. Consiliul de administrație al fundației este format din 13 politicieni, reprezentând partidele politice din Riksdag și numiți de către Guvern. Fundația la rândul ei numește membrii consiliului SVT. Inițial, SVT și Sveriges Radio au format o singură entitate, dar din 1979 acestea și Sveriges Utbildningsradio sunt companii surori având unele servicii comune.
SVT a menținut monopolul în domeniul televiziunii terestre din Suedia din 1956 și până în 1992, când stația privată TV4 a început să emită în rețeaua terestră. Până la lansarea canalului de televiziune prin satelit TV3 în 1987, Sveriges Television era singura televiziune disponibilă publicului suedez. SVT este în continuare cea mai mare rețea de televiziune din Suedia, cu o cotă de audiență de 36,4%.

## Canale de televiziune

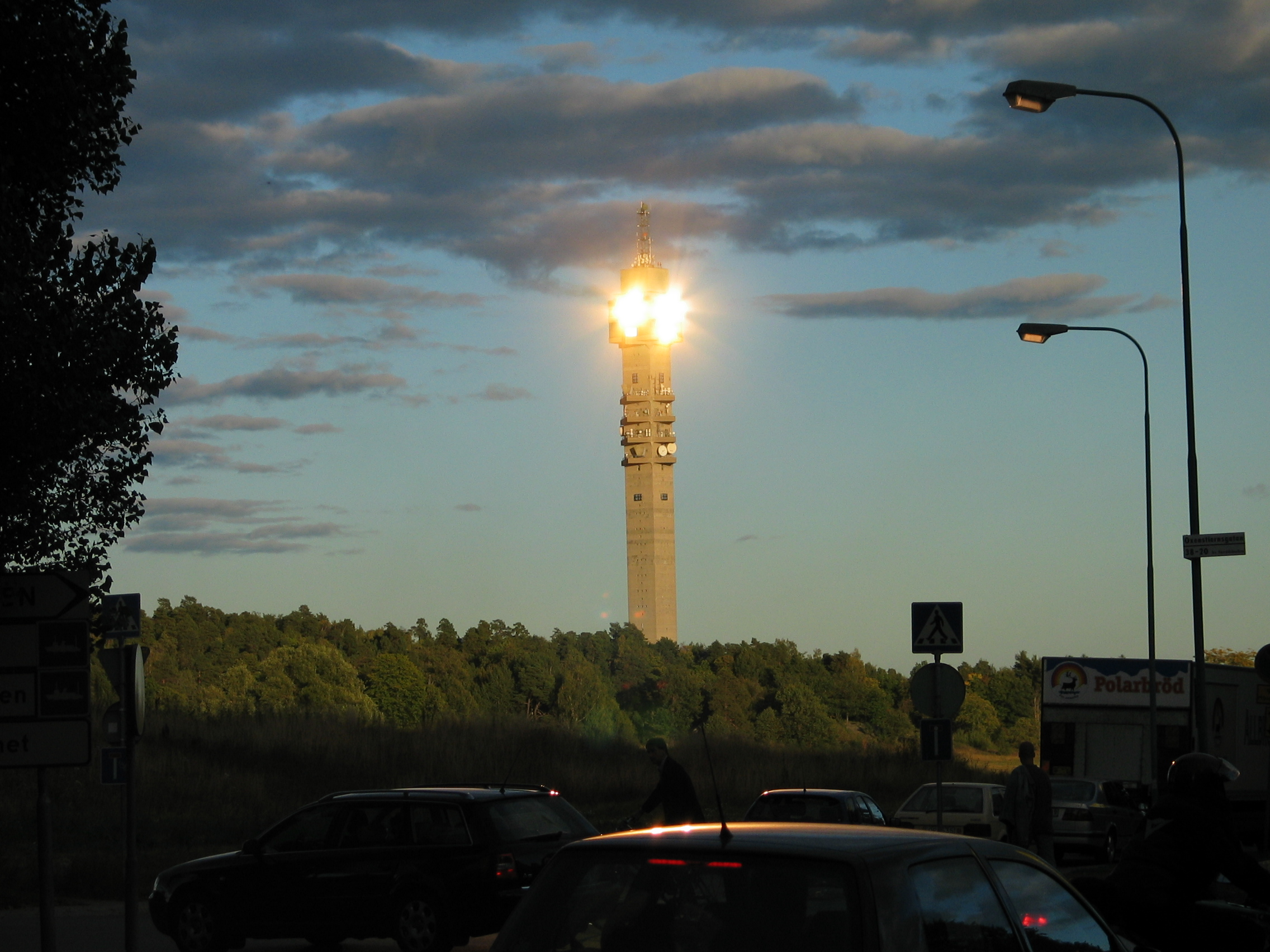
Turnul de televiziune Kaknästornet situat în Stockholm.

SVT operează cinci canale de televiziune care emit în Suedia:
- SVT1 – Principalul canal care oferă atât conținut general, cât și regionale. Primele zece cele mai populare emisiuni suedeze din 2006 au fost difuzate de acest canal. SVT1 HD emite simultan în format de înaltă definiție.
- SVT2 – Un canal cu programe ușor mai restrânse, accentuat pe cultură, actualități și documentare. SVT2 HD emite simultan în format de înaltă definiție.
- Barnkanalen (Canalul copiilor) – Programe pentru copii și adolescenți.
- Kunskapskanalen (Canalul de cunoștințe) – Dezbateri, seminarii și documentare în colaborare cu UR.
- SVT24 –  Reluări ale programelor de la SVT1 și SVT2 seara și emisiuni continue de știri în timpul nopții. Împarte frecvența cu Barnkanalen.

SVT mai dețineși un canal pentru evenimente special numit SVT Extra. Acesta este în general neutilizat și a fost folosit ultima dată pentru transmisiuni în direct de la Jocurile Olimpice de vară din 2004. În 2006 SVT a lansat un canal de înaltă definiție numit SVT HD, care difuza versiuni HD ale programelor celorlalte stații SVT, acesta fiind ulterior închis în 2010.
Toate canalele, cu excepția SVT1 HD și SVT2 HD, sunt disponibile în cea mai mare parte a Suediei prin rețeaua de televiziune digitală terestră și criptat prin sateliții Thor și Sirius. Până în septembrie 2005 atât SVT1, cât și SVT2 au fost disponibile la nivel național prin intermediul emițătoarelor analogice terestre. Companiile de cablu sunt obligate să transmită cele patru canale publice gratuit în format digital sau analog.
SVT World, canal internațional dedicat emigranților suedezi, este distribuit prin satelit, dar și terestru în zonele vorbitoare de limbă suedeză din sudul Finlandei. Din motive de drepturi, SVT World nu difuzează materiale achiziționate, precum filme, sport sau programe în limba engleză.
SVT1, SVT2, Barnkanalen, SVT24 și Kunskapskanalen sunt de asemenea disponibile prin TDT în Åland [10] și pot fi distribuite prin rețelele de cablu finlandeze. În Ostrobothnia, SVT1, SVT2, SVTB și SVT24 sunt transmise prin TDT cu plată către populația vorbitoare de limbă suedeză. Semnalele emițătoarelor terestre din Suedia pot fi recepționate în unele zone din Danemarca și Norvegia, precum și în nordul Finlandei, aproape Suedia. Cu ajutorul unui echipament special, semnalul terestru poate fi recepționat și în unele părți ale coastei finlandeze, poloneze sau germane. în general rețelele de cablu din țările nordice redistribuie SVT1 și SVT2.